# Xylota scutellarmata
Xylota scutellarmata är en tvåvingeart som beskrevs av Jon C. Lovett 1919. Xylota scutellarmata ingår i släktet vedblomflugor, och familjen blomflugor.
Artens utbredningsområde är Oregon. Inga underarter finns listade i Catalogue of Life.